# Largo Entertainment
Largo Entertainment était une société de production américaine fondée en 1989 par le producteur Lawrence Gordon. L'entreprise produit son premier film Point Break en 1991 et son dernier Grey Owl en 1999.

## Histoire
En août 1989, Gordon fonde Largo Entertainment avec le soutien de JVC. Bien que JVC investisse 100 millions de dollars, la société est un partenariat à 50/50 entre Gordon et JVC. En tant que responsable de la société, Gordon produit Point Break (1991), avec Patrick Swayze et Keanu Reeves; Le Proprio (1991) avec Joe Pesci; Obsession fatale (1992) avec Kurt Russell, Ray Liotta et Madeleine Stowe; Used People (1992) avec Shirley MacLaine, Jessica Tandy, Kathy Bates, Marcia Gay Harden et Marcello Mastroianni et Timecop, inspiré d'un comics publié par Dark Horse Comics, (1994) avec Jean-Claude Van Damme. Largo cofinance et distribue à l'international le biopic Malcolm X, dirigé par Spike Lee en 1992 avec Denzel Washington dans le rôle titre. En janvier 1994, Gordon quitte Largo et s'associe à Universal. En 1999, JVC transfert les actifs de Largo à JVC Entertainment et cesse de produire pour le marché étranger. Le catalogue des films produits par Largo's film est acquis par InterMedia en 2001.

## Filmographie
- Point Break (1991)
- Le Proprio (1991)
- Used People (1992)
- Dr. Rictus (1992)
- Obsession fatale (1992)
- Malcolm X (1992)
- La Nuit du Jugement (1993)
- Timecop (film) (1994)
- Guet-apens (1994)
- Omega Doom (1996)
- The Proprietor (1996)
- Box of Moonlight (1996)
- Les Hommes de l'ombre (1996)
- Adrénaline (1996)
- Lame de fond (film, 1996) (1996)
- Affliction (1997)
- Sous pression (1997)
- G.I. Jane (1997)
- City of Industry (1997)
- Habitat (1997)
- Meet Wally Sparks (1997)
- This World, Then the Fireworks (1997)
- Finding Graceland (1998)
- Vampires (1998)
- La Dernière Preuve (1998)
- Une fiancée pour deux (1998)
- Grey Owl (1999)